# Frontière entre le Colorado et le Wyoming
La frontière entre le Colorado et le Wyoming est une frontière intérieure des États-Unis délimitant les territoires du Colorado au sud et du Wyoming au nord.
Son tracé rectiligne sur une orientation est-ouest, qui suit le 42e parallèle nord de son intersection avec le 109e méridien ouest jusqu'au 104e méridien ouest.

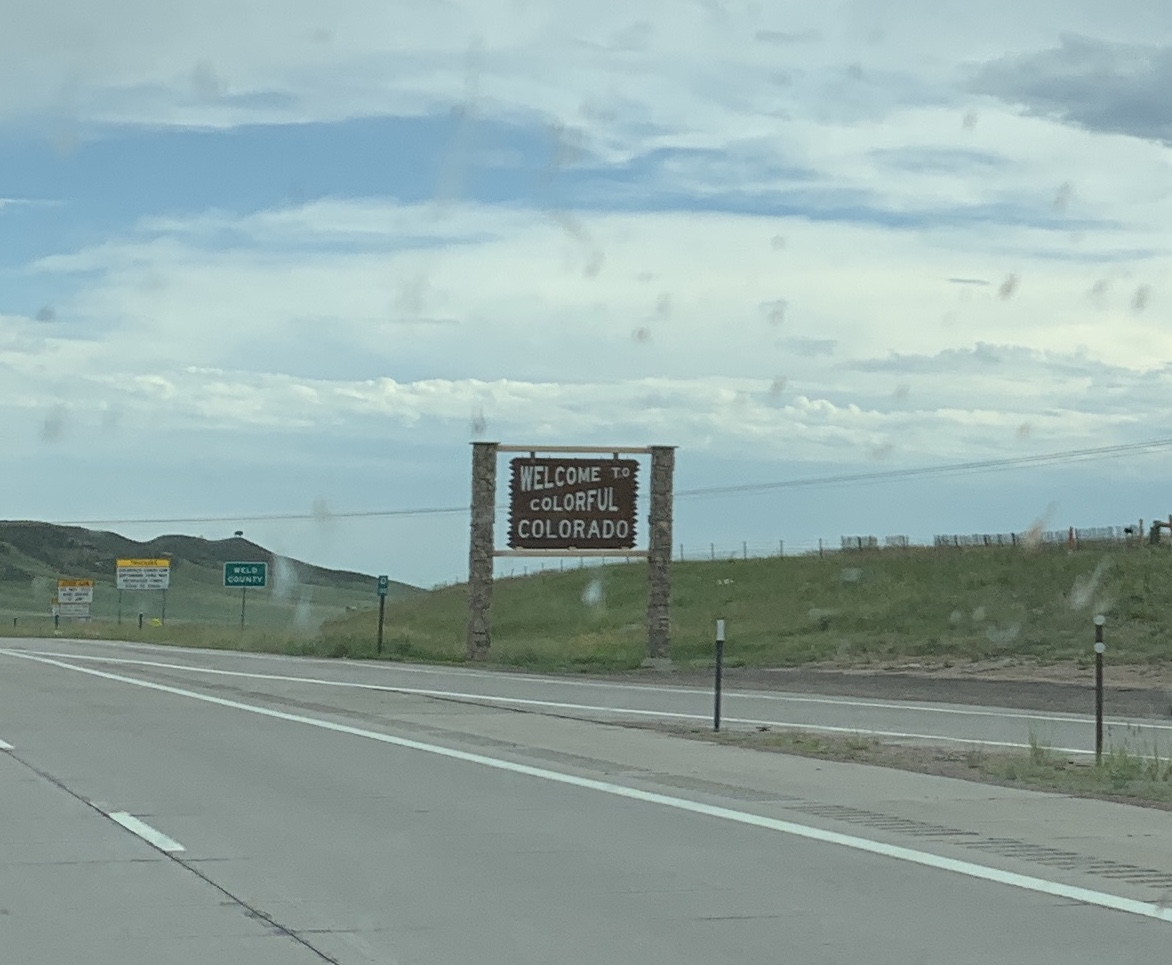
Entrée au Colorado depuis le Wyoming.